# Tanystylum oedinotum
Tanystylum oedinotum is een zeespin uit de familie Ammotheidae. De soort behoort tot het geslacht Tanystylum. Tanystylum oedinotum werd in 1923 voor het eerst wetenschappelijk beschreven door Loman. 